# 乔治·劳雷尔
乔治·约瑟夫·劳雷尔（英語：George Joseph Laurer，1925年9月23日—2019年12月5日），美国IBM公司员工，高级工程师，发明家。持有25项专利。他对条形码的开发、运用与普及做出了巨大贡献。

## 生平
1925年9月23日出生于纽约市。父亲在美國海軍工作，后来一家人搬至马里兰州巴爾的摩市。曾经感染过脊髓灰質炎（小儿麻痹症），痊愈后又赶上第二次世界大战爆发，在美国陆军服役。退伍后，他进入技工学校，学习广播电视设备修理。一年后在老师的劝说下改读大学，1951年从馬里蘭大學學院市分校工程系毕业。

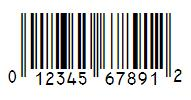
通用产品代码例

毕业后，他在IBM工作，从初级工程师干起。1969年晋升为高级工程师，搬到了北卡罗来纳州的三角研究园工作。
他最初的任务是负责开发用于食品自动识别的条码。最初，他沿用了1940年代諾曼·伍德蘭提出的圆环形设计方案。但后来意识到该图案有很大缺陷，在打印过程中会出现较多不便。于是他在1971年（一说1972年）设计出了方型条码。1973年，他的方案被公司最终采用。他还开发了一种能够读取条形码的激光扫描仪，让条形码得以普及。
1976年，他获得了罗利年度发明家奖。1980年获得IBM公司技术成就奖。劳雷尔一共在IBM干了36年，1987年6月光荣退休。
劳雷尔在退休后居住在北卡罗来纳州的温德尔，2019年12月5日去世。他的妻子玛丽莲于2013年去世。他们育有4个孩子。

## 出版物
- Savir, David; Laurer, George J. . IBM Systems Journal. 1975, 14 (1): 16–34  [2019-12-11]. doi:10.1147/sj.141.0016. （原始内容存档于2022-04-19）.